# Final Resolution (2024)
L'édition 2024 de Final Resolution est un Pay-per-view de catch (lutte professionnelle) produit par la Total Nonstop Action Wrestling. L'événement a eu lieu le 13 décembre 2024 au Center Stage à Atlanta (Géorgie). Il s'agit de la 13e édition de Final Resolution.

## Production
Final Resolution était un Pay-per-view de catch (lutte professionnelle) annuel produit par la compagnie entre 2005 et 2012, jusqu'à ce que le 15 novembre 2020, elle annonce que la 11e édition du PPV aura lieu le 12 décembre au Skyway Studios à Nashville (Tennessee).
Le 22 juillet 2024, la compagnie annonce que la 13e édition du PPV se tiendra le 13 décembre au Center Stage à Atlanta (Géorgie).

## Contexte
Les spectacles de la Total Nonstop Action Wrestling (TNA) sont constitués de matchs aux résultats prédéterminés par les scénaristes de la compagnie. Ces rencontres sont justifiées par des storylines – une rivalité entre catcheurs, la plupart du temps – ou par des qualifications survenues dans les shows de la TNA tels que Impact!. Tous les catcheurs possèdent un gimmick, c'est-à-dire qu'ils incarnent un personnage gentil (Face) ou méchant (Heel), qui évolue au fil des rencontres. Un événement comme Final Resolution est donc un événement tournant pour les différentes storylines en cours.

## Tableau des matchs
| Ordre par numéros | Résultat                                                                               | Stipulation(s)                                                                      | Temps |
| --- | -------------------------------------------------------------------------------------- | ----------------------------------------------------------------------------------- | ----- |
| 1P | JDC bat Leon Slater,                                                                   | Match simple                                                                        | 7:06  |
| 2P | Frankie Kazarian bat Jonathan Gresham par soumission,                                  | Match simple                                                                        | 9:11  |
| 3 | Moose (c) bat Kushida,                                                                 | Match simple pour le TNA X Division Championship                                    | 10:50 |
| 4 | The Rascalz (Trey Miguel et Zachary Wentz) bat Jake Something et PCO et Sami Callihan, | 3-Way Tag Team match                                                                | 11:02 |
| 5 | Ace Austin bat Trent Seven,                                                            | Match simple                                                                        | 12:38 |
| 6 | Jordynne Grace contre Rosemary se termine en match nul,                                | Match simple                                                                        | 10:00 |
| 7 | Joe Hendry bat Josh Alexander, Mike Santana et Steve Maclin,                           | 4-Way match Le gagnant deviendra aspirant no 1 au TNA World Championship à Genesis. | 18:21 |
| 8 | Masha Slamovich (c) bat Tasha Steelz,                                                  | Falls Count Anywhere match pour le TNA Knockouts World Championship                 | 12:34 |
| 9 | The Hardys (Matt et Jeff) (c) battent The System (Brian Myers et Eddie Edwards),       | Tables match pour les TNA World Tag Team Championship                               | 16:50 |
| 10 | Nic Nemeth (c) bat A.J. Francis (avec KC Navarro),                                     | Match simple pour le TNA World Championship                                         | 15:13 |
| La lettre C placée entre parenthèses désigne la personne ou l’équipe championne en titre. P – indique que le match a eu lieu lors du pré-show |                                                                                        |                                                                                     |       |